# Slag bij Barrahuis (1492)
De Slag bij Barrahuis was een veldslag in het tijdperk van de Schieringers en Vetkopers en vond plaats bij Barrahuis onder Wirdum op 10 oktober 1492. De strijd ging tussen een legertje van de Friese hoofdeling Bocka Harinxma met de Snekers tegen de Leeuwarders en hun bondgenoten de Groningers. De slag werd door de Leeuwarders gewonnen.

## Achtergrond
De stad Leeuwarden was na het bieroproer in 1487 onder Schieringer invloed geraakt en de hoofdeling Worp Juckema had het hier voor het zeggen. In de loop van 1492 kwam aan de vooraanstaande positie van de Schieringers een eind toen de burgers van de stad op eigen kracht de heerschappij weer in handen kregen. Zij riepen meteen de hulp in van de Groningers en ondanks verzet van een aantal belangrijke hoofdelingen sloot de stad haar aan bij Dokkumer verbond. Deze omwenteling bracht enkele Leeuwarder hoofdelingen ertoe zich voor hulp tot Bocka Harinxma en de Hottinga's van Workum te wenden.
Bocka Harinxma mobiliseerde dadelijk zijn knechten en vanuit Sneek begaf hij zich op weg naar Leeuwarden. Maar terwijl de Snekers optrokken richting Leeuwarden, hadden de Hottinga's in het geheim een neutraliteitsverdrag met de Groningers gesloten, waarbij zeker de verre van hartelijke verstandhouding tussen beide geslachten een rol bij gespeeld hebben.
Bij Barrahuis, dicht bij Leeuwarden, werd het leger van Bocka vernietigend verslagen. Bij de achtervolging van de vluchtenden vonden nogal wat wreedheden plaats, waaraan vooral de leden van de Leeuwarder meenthe zich schuldig zouden hebben gemaakt. De Groningers en Leeuwarders buitten hun overwinning uit door alle dorpen tussen Leeuwarden en Rauwerd te brandschatten en een aantal stinsen van Schieringers, onder meer die van Peter Kamstra, werden verwoest.
Bocka Harinxma verloor na de nederlaag zijn gezag over Gaasterland aan de Hottinga's en de stad Sneek verkeerde in een benarde positie. Op 13 oktober verscheen een bode van de Groningers in Sneek met een vredesverdrag, waarvan de bezegeling door het Sneker stadbestuur en Harinxma werd geëist. Na lang aarzelen gingen deze hiermee akkoord. De vrede hield in dat Sneek, Harinxma en diegenen die onder hun bescherming stonden niet tegen het Dokkumer verbond mochten ingaan en dat inwoners van Westergo die zich met Groningen wensten te verbinden niets in de weg gelegd mochten worden. Bovendien moest een schadevergoeding van 1750 Rijnse guldens aan de Groningers betaald worden.